# Hans Mittendorfer

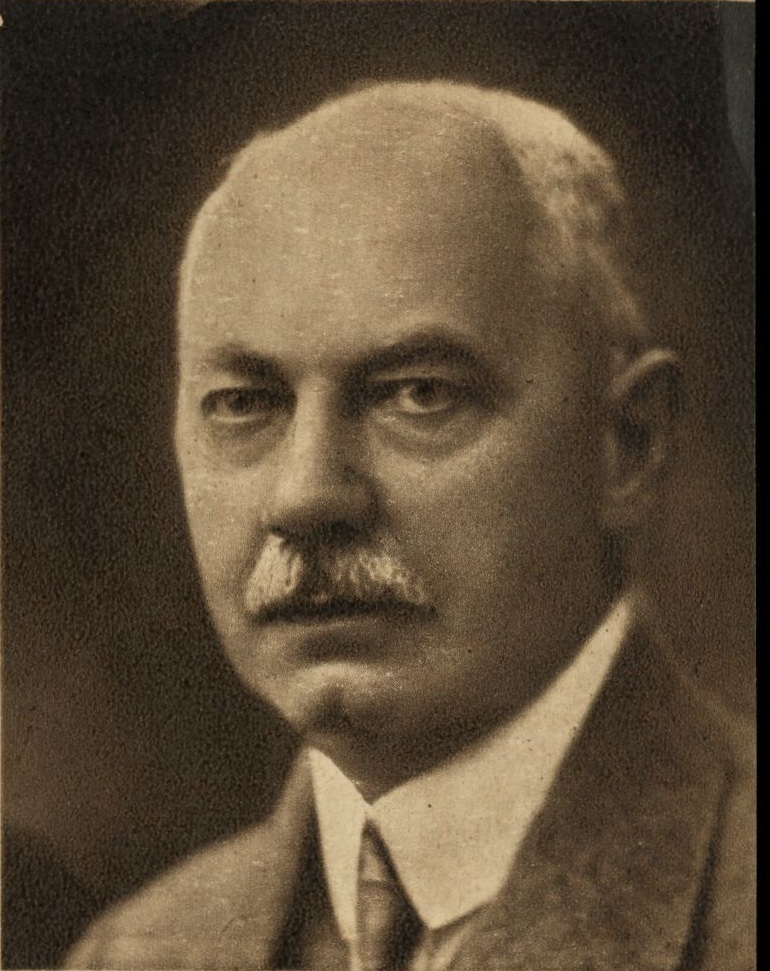
Hans Mittendorfer

Hans Mittendorfer (* 11. Dezember 1875 in Gaspoltshofen; † 11. Jänner 1961 in Wien) war ein österreichischer Jurist und Heimatdichter.

## Leben
Mittendorfer kam als zweiter Sohn eines Müllers in der Urtlmühle in Gaspoltshofen zur Welt. Seine Kindheit verbrachte er in Gaspoltshofen, Grieskirchen und Geboltskirchen. Er besuchte das Gymnasium am Linzer Freinberg und das Gymnasium Freistadt, danach studierte er Jus an den Universitäten Wien und Czernowitz, wo er am 10. November 1910 promoviert wurde.
Nach kurzem Konzeptdienst in Wien praktizierte er in Wels, wählte dann aber die militärische Laufbahn und war 1910 Oberleutnant-Auditor in Lemberg. Bis 1919 war er militärrichterlich tätig und bekleidete zuletzt den Rang eines Oberstleutnantauditors. Nach dem Ersten Weltkrieg wurde er Oberlandesgerichtsdirektor und Senatsvorsitzender in Wien.
Bereits 1902 trat er als Festredner bei einer Stelzhamerfeier auf. Angeregt durch Peter Rosegger verfasste er Gedichte, die er 1909 im Band Dorfglocken aus Oberösterreich veröffentlichte. Er publizierte außerdem in Roseggers Zeitschrift Heimgarten, in der Österreichischen Illustrierten Zeitung und in anderen Zeitschriften. 1957 erhielt er die Stelzhamer-Plakette. Mittendorfer, der von der zeitgenössischen Kritik als geistiger Nachfahre Stelzhammers oder sogar „zweiter Stelzhammer“ bezeichnet wurde, ist heute weitgehend vergessen.
Mittendorfer war Mitglied im deutschnationalen Reichsbund deutscher Mundartdichter, zeitweise auch dessen Obmann. Auch während der Zeit des Nationalsozialismus scheint er als Richter tätig gewesen zu sein, sodass von einer großen Systemnähe zum nationalsozialistischen Regime auszugehen ist.

## Werke
- Dorfglocken aus Oberösterreich. Gedichte. Zentraldruckerei, Linz 1909.

### Unselbständige Publikationen (Auswahl)
- Bauerbluat. In: Heimgarten, Band 29 (1905), S. 939–940 (archive.org)
- Guats Muats. In: Heimgarten 30 (1906), S. 531–532 (archive.org)
- Lustige loadige Liab. In: Heimgarten 30 (1906), S. 927–928 (archive.org)
- Ostern beim grean Kreuz. In: Österreichs Illustrierte Zeitung, 7. April 1912, S. 7 (online bei ANNO).
- Sternfall. In: Österreichs Illustrierte Zeitung, 12. Mai 1912, S. 11 (online bei ANNO).
- Waffensprüche. In: Österreichs Illustrierte Zeitung, 2. Juni 1912, S. 18 (online bei ANNO).
- Dein Tag brach an. In: Österreichs Illustrierte Zeitung, 21. Juli 1912, S. 16 (online bei ANNO).
- Mei Gruass / Hoamkehr / Rundblick / Meini Schuah / D’Entrüstung / Herrgott, i dank da schen & Sitz … / Dö verbotni Frucht / Wann i vaheirat wa / Da Goldschmiedbua / Kerngsund / Danka muass i / Dö lebendi und dö toti Sprach.: Reise und Sport / Moderne Illustrierte Zeitung für Reise und Sport, Jahrgang 1913, S. 698 (online bei ANNO).